# Conversion de type
Pour les articles homonymes, voir conversion.
 (janvier 2025).
Si vous disposez d'ouvrages ou d'articles de référence ou si vous connaissez des sites web de qualité traitant du thème abordé ici, merci de compléter l'article en donnant les références utiles à sa vérifiabilité et en les liant à la section « Notes et références ».

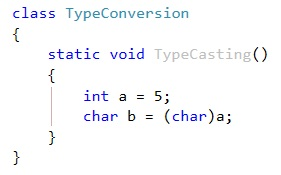
Une conversion en Java de la valeur 5 entière en caractère.

En informatique la conversion de type, le transtypage ou la coercition (cast en anglais) est le fait de convertir une valeur d'un type (source) dans un autre (cible). On distingue trois formes de conversion (dont un seul mérite vraiment le nom de conversion) suivant la relation de sous-typage existant entre les types source et cible :
- la conversion entre types incomparables ;
- la coercition ascendante (transtypage vers le haut) ;
- la coercition descendante (transtypage vers le bas).

## Conversion entre types incomparables
C'est la coercition la plus ancienne historiquement. Elle consiste (généralement) à transformer physiquement la représentation binaire d'une variable pour la faire correspondre au type de la cible. En langage C, la conversion d'une variable de type entier (usuellement codé en complément à deux) vers un type réel (usuellement codé selon la norme IEEE) est un exemple de ce genre de conversion. Elle est à manier avec prudence car elle n'est pas toujours possible et peut amener des résultats non prévus.

## Coercition ascendante
Dans le cadre d'un langage objet, la coercition ascendante permet de prendre une instance de la sous-classe pour une instance directe de la super-classe. Cela peut servir à empêcher l'utilisation d'une méthode m spécifique à la sous-classe B, pour la remplacer par la méthode m d'une super-classe A (en considérant bien sûr que B est une sous-classe de A).
Dans d'autres langages utilisant le sous-typage, mais pas le mécanisme d'héritage, la coercition ascendante permet par exemple à une fonction d'accepter plusieurs types d'arguments, sous-types de l'argument déclaré.

## Coercition descendante
Elle consiste à convertir le type statique de la valeur vers son type dynamique. Elle permet ainsi de faire réapparaître statiquement le type dynamique de l'objet. Elle est par exemple utilisée en Java lors de l'utilisation de collection.
Les coercitions ascendante et descendante ne sont pas une réelle conversion de type dans le sens où il n'y a pas de transformation physique de la valeur. Il s'agit essentiellement d'une indication donnée au compilateur sur la façon dont il doit compiler un certain envoi de message.

## Exemple
Une fonction d'addition pourrait accepter n'importe quelle valeur numérique. En supposant qu'il existe un type Numeric et deux de ses sous-types, Int et Double, voici un exemple en Scala de code utilisant les coercitions:
```
add
(
a
:
 
Numeric
,
 
b
:
 
Numeric
):
 
Numeric
 
=
 
a
 
+
 
b

a
:
 
Double
 
=
 
1.2

b
:
 
Int
 
=
 
3

res
:
 
Double
 
=
 
add
(
a
,
b
)
 
// res: Double = (Double)add((Numeric)a, (Numeric)b)

```

Notons que l'addition dans la fonction add nécessite probablement une conversion entre types incompatibles, que l'appel à la fonction utilise deux coercitions ascendantes et que l'affectation à res utilise la coercition descendante.